# Marienhagen
Marienhagen è una frazione del comune tedesco di Duingen, in Bassa Sassonia.
Marienhagen costituì un comune autonomo fino al 1º novembre 2016.